# توم كينيدي (صحفي)
توم كينيدي (بالإنجليزية: Tom Kennedy)‏ هو صحفي بريطاني، ولد في 12 أبريل 1952 في سانت جونز في كندا.